# Pyrrhocoroidea
Pyrrhocoroidea är en överfamilj av insekter. Pyrrhocoroidea ingår i ordningen halvvingar, klassen egentliga insekter, fylumet leddjur och riket djur. Enligt Catalogue of Life omfattar överfamiljen Pyrrhocoroidea 32 arter. 
Kladogram enligt Catalogue of Life:
| Pyrrhocoroidea | \| \| Largidae \| \| \| \| \| \| eldskinnbaggar \| \| \| \| |
|                | \| \| Largidae \| \| \| \| \| \| eldskinnbaggar \| \| \| \| |
|                | Largidae                                                    |
|                |                                                             |
|                | eldskinnbaggar                                              |
|                |                                                             |

## Bildgalleri

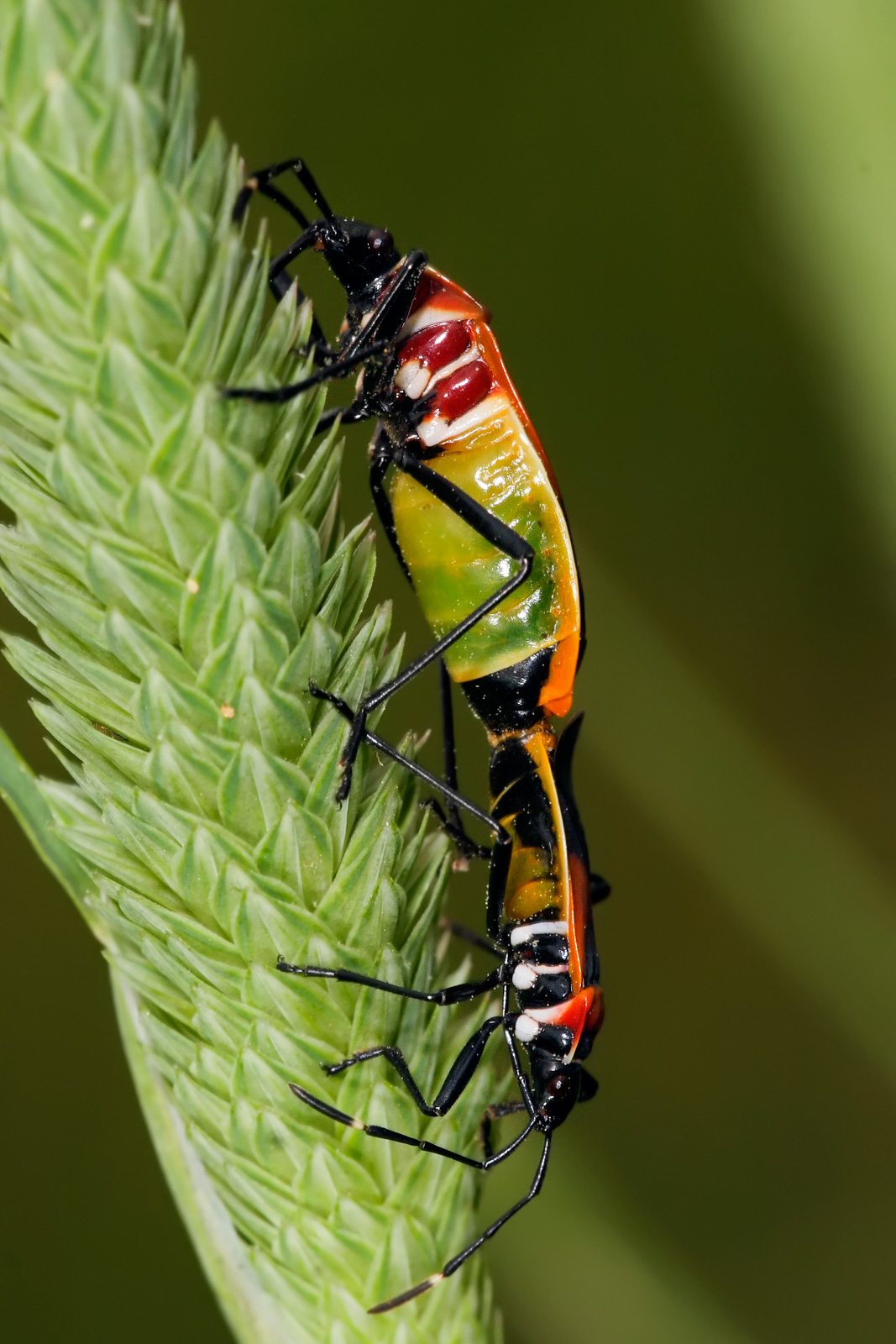